# Bis(s) zum Ende der Nacht
Bis(s) zum Ende der Nacht (Originaltitel: Breaking Dawn) ist ein Roman der Jugendbuchautorin Stephenie Meyer. Er erschien am 2. August 2008 im Verlag Little, Brown and Company und ist der vierte und letzte Band der Bis(s)–Tetralogie (Originaltitel: The Twilight Series) um den Vampir Edward und die Highschool-Schülerin Bella Swan. Die deutsche Übersetzung erschien am 14. Februar 2009 beim Carlsen Verlag und stand 14 Wochen lang im selben Jahr auf dem Platz 1 der Spiegel-Bestsellerliste. In den Jahren 2010 und 2011 wurde der Roman in zwei Teilen verfilmt: Breaking Dawn – Biss zum Ende der Nacht, Teil 1 und Breaking Dawn – Biss zum Ende der Nacht, Teil 2.

## Handlung
Im vierten Band der Geschichte der Twilight-Saga spitzt sich der Konflikt zwischen den Cullens und den Volturi zu. Edward und Bella heiraten und gründen eine Familie. Das Buch ist in drei Teile bzw. Bücher geteilt. Das erste und dritte Buch werden aus Bellas, das zweite aus der Sicht Jacobs erzählt. 

### Erstes Buch
Bella und Edward heiraten. Auf der Hochzeit kommt es fast zum Eklat, als Bella Jacob von den geplanten Flitterwochen berichtet. Wutentbrannt verlässt er die Feier.
Kurz darauf brechen Edward und Bella in ihre Flitterwochen auf einer Insel unweit der Küste von Rio de Janeiro auf. Edward löst sein Versprechen ein, mit der noch menschlichen Bella zu schlafen. Wie erwartet ergeben sich Komplikationen, da er sich zwar insofern beherrschen kann, sie nicht zu beißen, ihr jedoch zahlreiche Blutergüsse und blaue Flecken unabsichtlich zufügt. Im Laufe der Flitterwochen lernt er, wie er mit ihr schlafen kann, ohne sie zu verletzen. 
Bella zeigt bereits nach wenigen Tagen erste Symptome einer Schwangerschaft. Als ihr dies bewusst wird und sie es Edward erzählt, reagiert dieser unerwartet: Zutiefst geschockt versucht er sofort eine Abtreibung zu organisieren. Bella gelingt es, Rosalie auf ihre Seite zu ziehen, die sie gegen den Rest der Cullen-Familie unterstützt.

### Zweites Buch
Jacob erfährt von Charlie, dass Bella wieder in Forks ist und sie schwer krank sei. Daraus schließt er, dass Bella nun ein Vampir ist, und beschließt, Rache an Edward zu üben. Das Rudel sieht jedoch den Vertrag zwischen den Wölfen und den Cullens nicht als gebrochen an, weil Bella die Verwandlung gewollt hat. Im Haus der Cullens findet er Bella schwer krank vor. Die Schwangerschaft schreitet sehr schnell voran. Edward fleht ihn an, Bella von einer Abtreibung zu überzeugen, doch auch Jacob scheitert.
Als das Rudel von dem Ungeborenen erfährt, sieht es darin eine Gefahr für die Menschen in Forks und LaPush. Sam beschließt, die Cullens anzugreifen und Bellas Baby – und damit auch sie – zu töten. Jacob kann dies nicht zulassen und verlässt das Rudel. Seth und Leah schließen sich ihm an. Da nun kein Überraschungsangriff stattfinden kann, sieht Sam von einem Angriff ab. 
Währenddessen verschlechtert sich Bellas Zustand rapide. Sie kann keine Nahrung mehr bei sich behalten und Infusionen bringen auch keinen Erfolg. Jacob bringt die Cullens auf die Idee, Bella Blut zu trinken zu geben, da sie vermuten, dass das Baby mehr Vampir als Mensch sein könnte. Der Plan geht auf und Bellas Zustand verbessert sich. Doch dies hat Nebenwirkungen: Nicht nur Bella wird nun stärker, sondern auch das Baby. Bella erleidet mehrere Rippenbrüche, die Carlisle behandeln muss.  
Einige Tage später wird das Baby durch eine ruckartige Bewegung Bellas aufgeschreckt und bewegt sich nun unkontrolliert in ihr, was die Ablösung ihrer Plazenta zur Folge hat. Da Carlisle zu dieser Zeit abwesend ist, müssen Edward und Jacob das Baby selbst entbinden, bevor es Bella töten kann.  Bella bringt ein gesundes Mädchen, das sie Renesmée nennen, zur Welt. Sie selber droht jedoch zu sterben. Edward injiziert ihr, mit Jacobs Einverständnis, sein eigenes Gift ins Herz und beißt sie an mehreren Stellen ihres Körpers, damit das Gift sich schneller verteilt. Jacob, der an Bellas Rettung nicht mehr glaubt, will sich an dem Baby, das er für ihren Tod verantwortlich macht, rächen. Als er sich Renesmée jedoch nähert, merkt er, dass er auf sie „geprägt“ wurde. Dabei baut sich eine nicht beeinflussbare, besondere Bindung zwischen ihr und ihm auf, die ein Leben lang halten wird.

### Drittes Buch
Die Geburt von Renesmée wird noch einmal erzählt, diesmal aus Bellas Sicht. Trotz des Morphiums, das Edward ihr verabreicht hat, spürt Bella die furchtbaren Schmerzen der Verwandlung. Als sie schließlich erwacht, sind ihre Sinne geschärft.
Als Vampir fühlt sie sich stark, anmutig und vollkommen. Da noch menschliches Blut in ihren Adern fließt, ist sie als Neugeborene stärker als jeder andere Cullen. Bevor sie ihre Tochter sehen kann, nimmt Edward sie zum ersten Mal mit auf die Jagd, um zu vermeiden, dass sie Renesmée unbeabsichtigt verletzt oder tötet. Neugeborene Vampire haben sich im Regelfall nicht unter Kontrolle. Bella ist jedoch in der Lage, sich zu beherrschen. Sie widersteht dem Geruch von Menschen und jagt diszipliniert Tiere. Als sie auch Jacobs Test besteht, darf sie Renesmée sehen. Dabei erfährt sie, dass das Baby die Gabe besitzt, anderen Personen durch Berührung ihre Gedanken in Bildern zu zeigen. Sie erfährt auch, dass Jacob sich auf ihre Tochter geprägt hat, was sie zunächst nicht gutheißen kann. Renesmée wächst sehr schnell und kann sich sowohl von menschlicher Nahrung als auch von Blut ernähren.
Durch eine Vision von Alice erfahren die Cullens, dass die Volturi zu ihnen kommen wollen, um sie zu vernichten. Eine Vampirin – Irina – hat Bella und Renesmée bei deren Jagd gesehen und hielt das Mädchen für ein unsterbliches Kind, d. h. ein Kind, das in einen Vampir verwandelt wurde. Dies ist in der Vampirwelt bei Todesstrafe verboten.
Alice rät Carlisle, Verbündete zu suchen, die vor den Volturi bezeugen sollen, dass Renesmée, anders als unsterbliche Kinder, wächst und lernt und daher keine Gefahr für das Vampirgeheimnis darstellt. Kurz darauf sind Alice und Jasper verschwunden und die Cullens nehmen an, dass sie nicht zurückkommen werden. Sie befolgen Alice’ Rat und suchen alle ihnen bekannten Vampire auf, während Edward, Bella und Renesmée in Forks zurückbleiben, und schicken die Vampire zu ihnen. Nach und nach treffen verschiedene Zirkel und einzelne Vampire ein, die nach ersten Zweifeln bereit sind, Zeugnis abzulegen und erforderlichenfalls auch gegen die Volturi zu kämpfen. Des Weiteren wollen die Rudel um Sam und Jacob den Cullens im Kampf gegen die Volturi beistehen.
Mit der Zeit entdeckt Bella ihre Gabe: Sie kann einen mentalen Schutzschild erzeugen, in den sie die anwesenden Vampire einhüllen kann, um sie vor den übersinnlichen Fähigkeiten feindseliger Vampire zu beschützen. Im Rahmen der Vorbereitungen helfen ihr die Zeugen, ihre Gabe weiter auszubauen. Ferner findet Bella Hinweise, die Alice für sie hinterlassen hat und die sie zu einem Anwalt in Seattle führen. Von ihm lässt Bella sich gefälschte Papiere für Jacob und Renesmée anfertigen, damit diese fliehen können, falls die Cullens den bevorstehenden Kampf gegen die Volturi nicht überleben sollten.
Am Tag des Eintreffens der Volturi begeben sich die Cullens gemeinsam mit ihren Zeugen und den Wölfen auf eine Lichtung. Dort treffen sie auf die Volturi, die ihrerseits Zeugen mitgebracht haben. Als sich herausstellt, dass Renesmée kein erschaffener Vampir ist, erscheint ein Kampf vermeidbar. Doch die Volturi benutzen den Vorwand, man wisse nicht, was aus dem Kind in der Zukunft werde, um dennoch ihr Vorhaben umzusetzen, die eigensinnige Familie Cullen und deren Zeugen auszulöschen. Bella zieht ihren Schutzschild um die Familie, Freunde und Wölfe und verhindert so, dass die vorbereitenden Angriffe der Wächter der Volturi erfolgreich sind. Im letzten Moment kehren Alice und Jasper mit einem Halbvampir namens Nahuel und dessen Tante Huilen aus Südamerika zurück. Er berichtet seine Lebensgeschichte, aus der für die Volturi hervorgeht, dass er seit 150 Jahren unbemerkt gelebt hat. So entfällt der letzte Vorwand für einen Angriff.
Irina wird von den Volturi mit der Begründung, Intrigen gegen die Cullens gesponnen zu haben, vernichtet.
Bella und Edward kehren glücklich in ihr eigenes Häuschen, das Esme ihnen zur Hochzeit geschenkt hatte, zurück. Edward ist zum ersten Mal in der Lage, Bellas Gedanken zu lesen, als sie es schafft, ihren Schild für ihn kurzzeitig aufzuheben.
Das Buch endet mit den Worten „And then we continued blissfully into this small but perfect piece of our forever.“ (dt.: Glückselig setzten wir unsere Reise in den kleinen, aber vollkommenen Teil unserer Ewigkeit fort.)

### Anhang
Benennung der diversen Zirkel, Einzelvampire und Paare sowie deren Herkunft am Ende des Buches.

## Auszeichnungen
- 2009 LovelyBooks Leserpreis in der Kategorie Romantik/Liebe/Gefühl

## Verfilmung
Der letzte Band der Tetralogie wurde in zwei Teilen verfilmt. In den Vereinigten Staaten erschien der erste Teil am 18. November, Kinostart in Deutschland war der 24. November 2011. Der zweite Teil wurde am 14. November 2012 in Belgien uraufgeführt, Kinostart in Deutschland war am 22. November 2012.

## Bisherige Bücher aus der Reihe
- Bis(s) zum Morgengrauen
- Bis(s) zur Mittagsstunde
- Bis(s) zum Abendrot